# EuroCup
La Eurocup (anteriormente conocida como la Copa ULEB desde la temporada 2002-03 hasta la temporada 2007-08) es una competición de clubes de baloncesto de Europa. Está organizado por la EuroLeague Basketball, que también supervisa la EuroLiga de primer nivel. Está compuesta principalmente por equipos de las ligas nacionales de Europa que forman parte de la ULEB (las siglas en francés de "Unión de Ligas Europeas de Baloncesto"), y que no tienen una licencia para competir en la EuroLiga.
Los equipos se clasifican sobre la base de su desempeño en sus competiciones de liga y copa nacionales, así como mediante invitaciones y comodines. La EuroCup fue creada en 2002, y se puede considerar como una fusión de las competiciones desaparecidas Copa Korać y Copa Saporta que organizó la FIBA.

## Acceso a la EuroCup y ascenso a la EuroLiga
La EuroCup está formada anualmente por 20 equipos de Europa e Israel. A diferencia de la EuroLiga, no hay otorgadas un número de Licencias A que te permiten jugarla cada año, sino que la plaza se consigue por méritos deportivos. No obstante, se otorgan el siguiente número máximo de plazas en función de la liga:
- Liga Adriatica: los 3 mejores equipos de esta liga (sin tener en cuenta al ganador de la Liga Adriática)
- VTB United League: los 3 mejores equipos de esta liga (sin tener en cuenta a CSKA Moscú y al 2.º clasificado).
- Liga ACB: el segundo, tercer y cuarto mejor equipo de esta liga (sin tener en cuenta a Real Madrid, a F. C. Barcelona y a Baskonia).
- Pro A: los 2 mejores equipos de esta liga.
- Lega Basket Serie A: los 2 mejores equipos de esta liga (sin tener en cuenta a EA7 Emporio Armani Milano).
- Beko BBL: los 2 mejores equipos de esta liga (sin tener en cuenta al ganador).
- Türkiye Basketbol Süper Ligi: los 2 mejores equipos de esta liga (sin tener en cuenta a Fenerbahçe y a Anadolu Efes).
- A1 Ethniki: el mejor clasificado de esta liga (sin tener en cuenta a Olympiacos B.C. y a Panathinaikos BC).
- Ligat ha'Al: el mejor clasificado de esta liga (sin tener en cuenta a Maccabi Tel Aviv).
- Polska Liga Koszykówki: el mejor clasificado de esta liga.
- Lietuvos Krepšinio Lyga: el mejor clasificado de esta liga (sin tener en cuenta a Zalgiris Kaunas).
- 4 tarjetas de invitación.

Al ganador de la EuroCup, si cumplen los requisitos, se les invita a competir en la EuroLiga la próxima temporada.

## Modelo del estadio
A partir de la temporada 2012–13, todos los equipos de la EuroCup deben alojar sus partidos como locales en estadios de al menos de 3000 espectadores. En comparación, los equipos de la EuroLiga con Licencia A deben acoger sus partidos como locales en estadios de al menos de 10 000 espectadores, mientras que los equipos de la EuroLiga sin Licencia A, deben tener estadios de 5000 espectadores.

## Formato de la competición (a partir de la temporada 2017-18)
La competición consta de 24 equipos en la fase de grupos. Hay 4 grupos, cada uno con 6 equipos. Los 24 equipos se clasifican directamente a la EuroCup a través de los resultados de la temporada anterior, o a través de tarjetas de invitación. Los cuatro primeros equipos de cada uno de los grupos de la fase de grupos se clasifican para unirse al Top 16. 
Los dos mejores equipos de cada grupo del Top 16 avanzan a los cuartos de final. Los Cuartos de final, Semifinales y Final se juegan en un formato de serie del mejor de tres partidos, el equipo mejor clasificado del Top 16 juega el primer partido de la serie en casa y el tercero si fuera necesario, conservando este criterio hasta la Final. Los 4 ganadores de los cuartos de final avanzarán a las Semifinales. Y 2 ganadores de las Semifinales avanzarán a la Final.
Actualmente (2022-23) hay dos grupos de 10 equipos, octavos, cuartos, semifinales y final.

## Formatos históricos

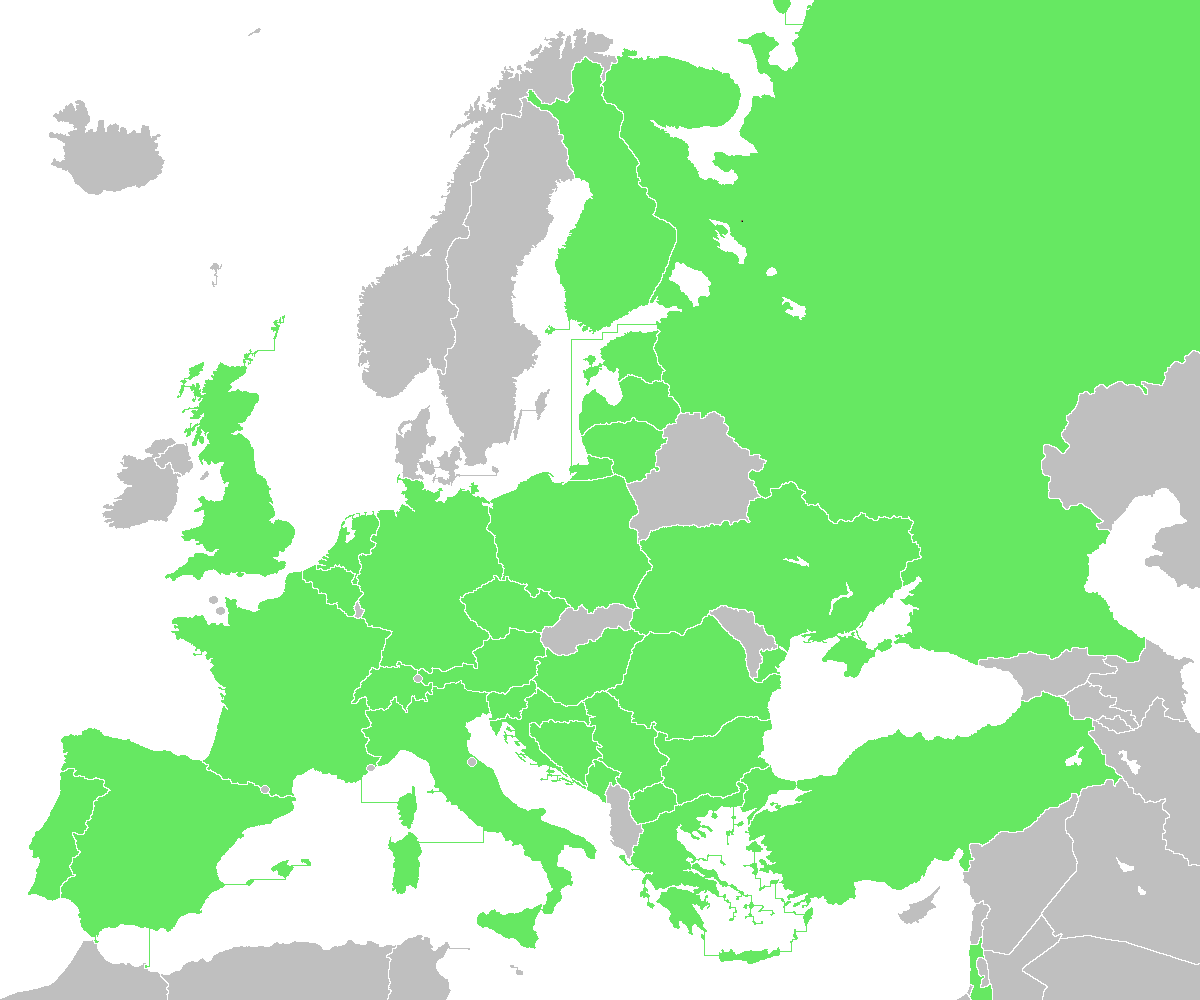
Mapa de los países que han estado representados en la competición Eurocopa de baloncesto.

Históricamente, la competición se inició con una fase de grupos en la que la competición se quedó en 24 equipos. Los equipos que pasaban a la siguiente ronda avanzaban a una fase eliminatoria. En la primera temporada 2002-03, los dieciseisavos de final consistía enteramente en eliminatorias a doble partido. En la temporada 2003-04, la final se quedó a partido único, pero el resto de eliminatorias se quedaron a doble partido.
En la temporada 2007-08, la fase de grupos, sólo se utilizaba para reducir a 32 equipos. Los equipos que pasaban a la siguiente ronda se emparejaban en eliminatorias a doble partido, con los ganadores avanzando a otro grupo de eliminatorias a doble partido. Los equipos luego entraban en la Final Eight, que consiste en eliminatorias a partido único.
La temporada 2008-09, fue la primera en el que se llevaron a cabo las rondas previas. Los ganadores de las rondas previas se unieron a los 24 equipos de la fase de grupos. Esta temporada también vio la introducción del Last 16, y resultó ser la última fase antes de la Final Eight.
Las finales de la EuroCup se redujeron de ocho equipos a cuatro, empezando con la temporada de 2009-10. Esta etapa fue directamente parecida a la Final Four, y al igual que la EuroLiga, constaba de dos semifinales a partido único, seguidas por una final a partido único. A diferencia de la Final Four de la EuroLiga, en la que el partido por el tercer puesto y la final se llevan a cabo dos días después de las semifinales, los partidos correspondientes se celebraron el día después de las semifinales.
En la temporada 2012-13, la final se decidió a partido único, después de las semifinales y los cuartos de final a doble partido.
Para la temporada 2013-14, la competición aumentó de 32 a 48 equipos en la fase de grupos. Otra de las novedades que se inició en la temporada 2013-14, fue que los clubes fueron divididos en dos conferencias regionales, la Conferencia Este y la Conferencia Oeste, para la fase de grupos. El tamaño de los grupos creció a seis equipos, donde los tres primeros equipos clasificados se unieron al Last 32.
En la temporada 2016-17, el número de equipos participantes se situó en 20, con cuatro grupos formados por cinco equipos en los que el último de cada grupo no pasaba al Top 16. No obstante, la temporada siguiente, la 2017-18, los participantes aumentaron en 4, hasta los 24 equipos. En este caso, los 4 grupos estaban formados por 6 equipos en los que los dos últimos de cada grupo quedaban eliminados del Top 16.

## Historial
Para un mejor detalle de las finales véase Finales de la EuroCup
Nota: Nombres y banderas de equipos según la época.
| Temporada           | Campeón                               | Resultado                             | Subcampeón                            | Sede Final                            | Notas                                                  |
| Copa de la ULEB     | Copa de la ULEB                       | Copa de la ULEB                       | Copa de la ULEB                       | Copa de la ULEB                       | Copa de la ULEB                                        |
| ------------------- | ------------------------------------- | ------------------------------------- | ------------------------------------- | ------------------------------------- | ------------------------------------------------------ |
| 2002–03             | Valencia B. C.                        | 90–78, 78–76                          | K. K. Krka                            | Novo Mesto, Valencia                  | Final a doble partido                                  |
| 2003–04             | Hapoel Jerusalem B. C.                | 82–73                                 | Real Madrid                           | Charleroi                             | Establecimiento de final a partido único con sede fija |
| 2004–05             | Lietuvos Rytas                        | 78–74                                 | A.P.S. Makedonikós                    | Charleroi                             |                                                        |
| 2005–06             | M. B. K. Dynamo                       | 73–60                                 | A. S. Aris                            | Charleroi                             |                                                        |
| 2006–07             | Real Madrid                           | 87–75                                 | Lietuvos Rytas                        | Charleroi                             |                                                        |
| 2007–08             | Joventut de Badalona                  | 79–54                                 | C. B. Girona                          | Turín                                 |                                                        |
| EuroCopa de la ULEB |                                       |                                       |                                       |                                       |                                                        |
| 2008–09             | Lietuvos Rytas                        | 80–74                                 | B. K. Khimki                          | Turín                                 | Inclusión equipos FIBA. Absorción de EuroCopa FIBA     |
| 2009–10             | Valencia B. C.                        | 67–44                                 | Alba Berlín                           | Vitoria                               |                                                        |
| 2010–11             | UNICS Kazan                           | 92–77                                 | C. B. Sevilla                         | Treviso                               |                                                        |
| 2011–12             | B. K. Khimki                          | 77–68                                 | Valencia B. C.                        | Jimki                                 |                                                        |
| 2012–13             | Lokomotiv Kuban                       | 75–64                                 | C. B. Bilbao Berri                    | Charleroi                             |                                                        |
| 2013–14             | Valencia B. C.                        | 80–67, 85–73                          | UNICS Kazan                           | Valencia, Kazán                       | Restitución de finales a doble partido                 |
| 2014–15             | B. K. Khimki                          | 91–66, 83–64                          | C. B. Gran Canaria                    | Las Palmas, Jimki                     |                                                        |
| 2015–16             | Galatasaray S. K.                     | 62–66, 78–67                          | Strasbourg I. G.                      | Estrasburgo, Estambul                 |                                                        |
| 2016–17             | C. B. Málaga                          | 62–68, 79–71, 63–58                   | Valencia B. C.                        | Valencia, Málaga                      | Instauración de finales al mejor de tres partidos      |
| 2017–18             | Darussafaka Dogus                     | 81–78, 67–59                          | Lokomotiv Kuban                       | Krasnodar, Estambul                   |                                                        |
| 2018–19             | Valencia B.C.                         | 89–75, 92–95, 89–63                   | Alba Berlín                           | Valencia, Berlín                      |                                                        |
| 2019–20             | Cancelada por la pandemia de COVID-19 | Cancelada por la pandemia de COVID-19 | Cancelada por la pandemia de COVID-19 | Cancelada por la pandemia de COVID-19 | Cancelada por la pandemia de COVID-19                  |
| 2020–21             | Mónaco                                | 89–87, 86–83                          | UNICS                                 | Mónaco, Kazán                         |                                                        |
| 2021–22             | Virtus Bologna                        | 80–67                                 | Bursaspor Basketbol                   | Bolonia                               | Final a partido único en casa del mejor clasificado    |
| 2022–23             | C. B. Gran Canaria                    | 71–67                                 | Türk Telekom B. K.                    | Las Palmas de Gran Canaria            |                                                        |
| 2023–24             | Paris Basketball                      | 77–64, 89–81                          | JL Bourg Basket                       | París, Bourg-en-Bresse                | Regreso a las finales al mejor de tres                 |
| 2024–25             | Hapoel Tel Aviv B. C.                 | 74–65, 103–94                         | C. B. Gran Canaria                    | Sámokov, Las Palmas de Gran Canaria   |                                                        |

### Palmarés
| Equipo                        | Títulos | Subcamp. | Años campeonatos                   | Años subcampeonatos |
| ----------------------------- | ------- | -------- | ---------------------------------- | ------------------- |
| Valencia B. C.                | 4       | 2        | 2002–03, 2009–10, 2013–14, 2018–19 | 2011–12, 2016–17    |
| Lietuvos Rytas                | 2       | 1        | 2004–05, 2008–09                   | 2006–07             |
| B. K. Khimki                  | 2       | 1        | 2011–12, 2014–15                   | 2008–09             |
| UNICS Kazan                   | 1       | 2        | 2010–11                            | 2013–14, 2020–21    |
| C. B. Gran Canaria            | 1       | 2        | 2022–23                            | 2014–15, 2024–25    |
| Real Madrid Baloncesto        | 1       | 1        | 2006–07                            | 2003–04             |
| Lokomotiv Kuban               | 1       | 1        | 2012–13                            | 2017–18             |
| Hapoel Jerusalem B. C.        | 1       | –        | 2003–04                            | –                   |
| M. B. K. Dynamo               | 1       | –        | 2005–06                            | –                   |
| Joventut de Badalona          | 1       | –        | 2007–08                            | –                   |
| Galatasaray S. K.             | 1       | –        | 2015–16                            | –                   |
| C. B. Málaga                  | 1       | –        | 2016–17                            | –                   |
| Darüşşafaka S.K.              | 1       | –        | 2017–18                            | –                   |
| A.S. Mónaco Basket            | 1       | –        | 2020–21                            | –                   |
| Virtus Bologna                | 1       | –        | 2021–22                            | –                   |
| Paris Basketball              | 1       | –        | 2023–24                            |                     |
| Hapoel Tel Aviv B.C.          | 1       | –        | 2024–25                            | –                   |
| ALBA Berlín                   | –       | 2        | –                                  | 2009–10, 2018–19    |
| K. K. Krka                    | –       | 1        | –                                  | 2002–03             |
| A. P. S. Makedonikós Neápolis | –       | 1        | –                                  | 2004–05             |
| A. S. Aris                    | –       | 1        | –                                  | 2005–06             |
| C. B. Girona                  | –       | 1        | –                                  | 2007–08             |
| C. B. Sevilla                 | –       | 1        | –                                  | 2010–11             |
| C. B. Bilbao Berri            | –       | 1        | –                                  | 2012–13             |
| Strasbourg I. G.              | –       | 1        | –                                  | 2015–16             |
| Bursaspor Basketbol           | –       | 1        | –                                  | 2021–22             |
| Türk Telekom B. K.            | –       | 1        | –                                  | 2022–23             |
| JL Bourg Basket               | –       | 1        | –                                  | 2023–24             |

### Países
| País      | Títulos | Subtítulos | Clubes campeones                                                                                    |
| --------- | ------- | ---------- | --------------------------------------------------------------------------------------------------- |
| España    | 8       | 8          | Valencia B. C. (4) Real Madrid (1) Joventut de Badalona (1) C. B. Málaga (1) C. B. Gran Canaria (1) |
| Rusia     | 5       | 4          | BC Khimki (2) UNICS Kazán (1) Lokomotiv Kuban (1) MBC Dinamo Moscú (1)                              |
| Turquía   | 2       | 2          | Galatasaray S.K. (1) Darüşşafaka S.K. (1)                                                           |
| Lituania  | 2       | 1          | BC Lietuvos Rytas (2)                                                                               |
| Israel    | 2       | –          | Hapoel Jerusalem B.C. (1) Hapoel Tel Aviv B.C. (1)                                                  |
| Francia   | 1       | 2          | Paris Basketball (1)                                                                                |
| Mónaco    | 1       | –          | AS Mónaco Basket (1)                                                                                |
| Italia    | 1       | –          | Virtus Bolonia (1)                                                                                  |
| Grecia    | –       | 2          | |
| Alemania  | –       | 2          | |
| Eslovenia | –       | 1          | |

## Estadísticas

### Topes individuales
| Temporada | Fecha        | Categoría             | Jugador              | Equipo                   | Dato | Rival                            |
| --------- | ------------ | --------------------- | -------------------- | ------------------------ | ---- | -------------------------------- |
| 2003–04   | 11 Nov. 2003 | Valoración            | Priest Lauderdale    | Lukoil Academic          | 55   | KK Zagreb                        |
| 2003–04   | 27 Ene. 2004 | Puntos                | Randy Duck           | Brighton Bears           | 49   | Cholet Basket                    |
| 2004–05   | 7 Dic. 2004  | Rebotes               | Lazaros Papadopoulos | Dynamo Moscow            | 22   | Aris Egnatia Bank                |
| 2014–15   | 19 Nov. 2014 | Asistencias           | Omar Cook            | Buducnost VOLI Podgorica | 16   | Ventspils                        |
| 2003–04   | 2 Nov. 2003  | Robos                 | Jerry McCullough     | Metis Varese             | 11   | CB Red Star                      |
| 2006–07   | 19 Dic. 2006 | Robos                 | Dror Hagag           | Hapoel Migdal            | 11   | Lukoil Academic                  |
| 2004–05   | 8 Dic. 2004  | Tapones               | Andre Riddick        | Spirou Charleroi         | 8    | Alba Berlín                      |
| 2007–08   | 20 Nov. 2007 | Tapones               | Ken Johnson          | Benetton Fribourg        | 8    | KK Buducnost                     |
| 2004–05   | 30 Nov. 2004 | Pérdidas              | Mike Penberthy       | Pompea Napoli            | 11   | Deichmann Slask Wroclaw          |
| 2003–04   | 27 Ene. 2004 | Faltas recibidas      | Randy Duck           | Brighton Bears           | 14   | Cholet Basket                    |
| 2004–05   | 30 Nov. 2004 | Faltas recibidas      | Andre Hutson         | Makedonikos BC           | 14   | KK Pivovarna Lasko               |
| 2004–05   | 4 Ene. 2004  | Faltas recibidas      | Armando Costa        | Queluz Sintra PM         | 14   | Elan Chalon                      |
| 2012–13   | 12 Dic. 2012 | Faltas recibidas      | Matt Walsh           | Belgacom Spirou Basket   | 14   | Uxue Bilbao Basket               |
| 2002–03   | 22 Oct. 2002 | Tiros libres anotados | Roger Grimau         | Caprabo Lleida           | 19   | Spirou Charleroi                 |
| 2014–15   | 11 Feb. 2015 | Tiros de 2 anotados   | Sharrod Ford         | Paris Levallois          | 16   | Besiktas Integral Forex Istanbul |
| 2007–08   | 4 Dic. 2007  | Triples anotados      | Rubén Douglas        | Pamesa Valencia          | 9    | Khimki                           |
| 2009–10   | 24 Nov. 2009 | Triples anotados      | Marko Popović        | Unics                    | 9    | Besiktas ColaTurka               |

### Topes individuales acumulados
| Categoría           | Categoría           | Jugador          | Dato      |
| ------------------- | ------------------- | ---------------- | --------- |
| Partidos disputados | Partidos disputados | Alen Omić        | 148       |
| Partidos disputados | Partidos disputados | Andrés Forray    | 148       |
| Partidos disputados | Partidos disputados | John Shurna      | 148       |
| Minutos disputados  | Minutos disputados  | Stefan Marković  | 3778:01   |
| Valoración          | Media               | Michael Wright   | 22,14     |
| Valoración          | Total               | Alen Omić        | 2072      |
| Puntos              | Media               | Igor Rakočević   | 19,05     |
| Puntos              | Total               | Bojan Dubljević  | 1613      |
| Rebotes             | Media               | K'zell Wesson    | 9,60      |
| Rebotes             | Total               | Alen Omić        | 962       |
| Asistencias         | Media               | Omar Cook        | 6,44      |
| Asistencias         | Total               | Stefan Marković  | 698       |
| Robos               | Media               | Jerry McCullough | 2,82      |
| Robos               | Total               | Stefan Marković  | 214       |
| Tapones             | Media               | Andre Riddick    | 1,77      |
| Tapones             | Total               | Andre Riddick    | 147       |
| Pérdidas            | Media               | Donta Smith      | 3,18      |
| Pérdidas            | Total               | Andrew Albicy    | 311       |
| Faltas recibidas    | Media               | Errick McCollum  | 6,58      |
| Faltas recibidas    | Total               | Errick McCollum  | 503       |
| Faltas cometidas    | Media               | Gjorgjl Cekovski | 3,98      |
| Faltas cometidas    | Total               | Andrés Forray    | 416       |
| Tiros libres        | %                   | Ryan Toolson     | 94,70     |
| Tiros libres        | Total               | Errick McCollum  | 480 (567) |
| Tiros de 2          | %                   | Marko Banić      | 68,07     |
| Tiros de 2          | Total               | Alen Omić        | 574 (972) |
| Triples             | %                   | Maxime Courby    | 50,80     |
| Triples             | Total               | Jamar Smith      | 264 (593) |

*Tiros libres, de 2 y triples se entienden encestados, entre (*) los intentos.
http://www.eurocupbasketball.com/eurocup/games/statistics

### Entrenadores más laureados
| Entrenador          | Títulos | Años                       |
| ------------------- | ------- | -------------------------- |
| Rimas Kurtinaitis   | 3       | 2008–09, 2011–12 y 2014–15 |
| Evgeniy Pashutin    | 2       | 2010–11 y 2012–13          |
| Joan Plaza          | 2       | 2006–07 y 2016–17          |
| Paco Olmos          | 1       | 2002–03                    |
| Sharon Drucker      | 1       | 2003–04                    |
| Tomo Mahoric        | 1       | 2004–05                    |
| Dušan Ivkovic       | 1       | 2005–06                    |
| Aíto García Reneses | 1       | 2007–08                    |
| Neven Spahija       | 1       | 2009–10                    |
| Velimir Perasovic   | 1       | 2013–14                    |
| Ergin Ataman        | 1       | 2015–16                    |
| David Blatt         | 1       | 2017–18                    |
| Jaume Ponsarnau     | 1       | 2018–19                    |
| Zvezdan Mitrović    | 1       | 2020–21                    |
| Sergio Scariolo     | 1       | 2021–22                    |
| Jaka Lakovič        | 1       | 2022–23                    |
| Tuomas Iisalo       | 1       | 2023–24                    |
| Dimitrios Itoudis   | 1       | 2024–25                    |